# NGC 7032
NGC 7032 é uma galáxia espiral (Sc) localizada na direcção da constelação de Pavo. Possui uma declinação de -68° 17' 15" e uma ascensão recta de 21 horas, 15 minutos e 22,9 segundos.
A galáxia NGC 7032 foi descoberta em 20 de Julho de 1835 por John Herschel.